# Кидані

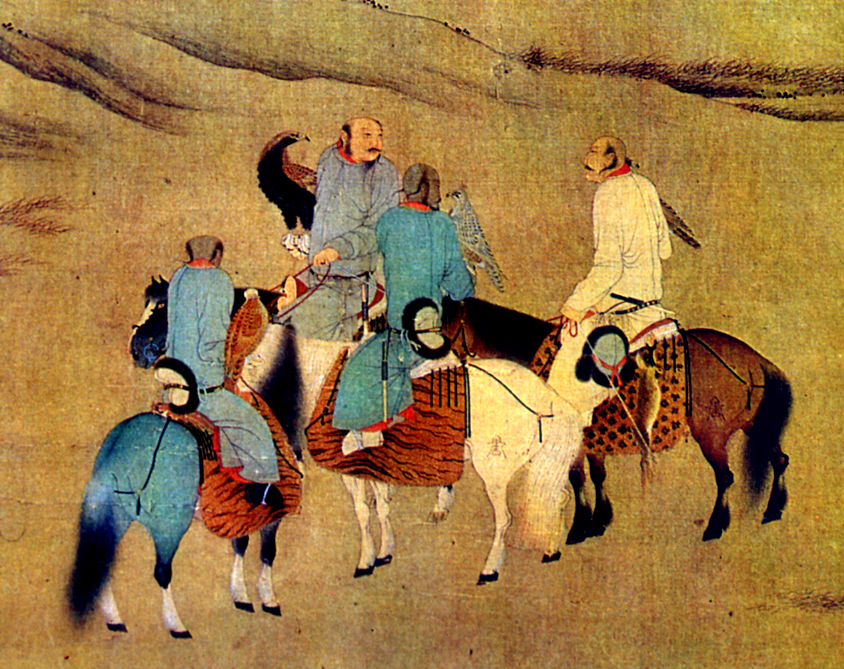
Кидані на орлиному полюванні. Китайська гравюра часів династії Сун.

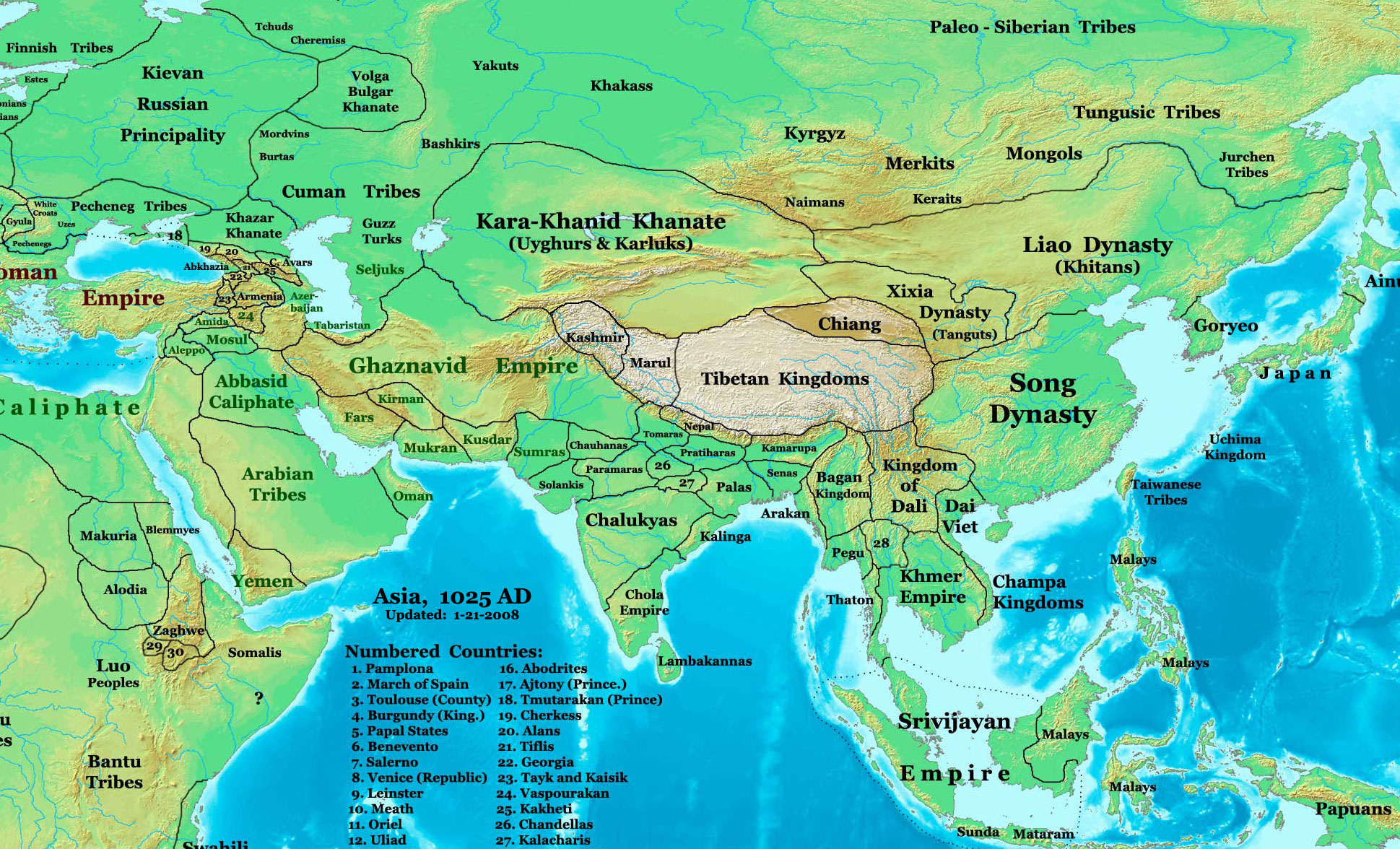
Держава Ляо в 1025 році.

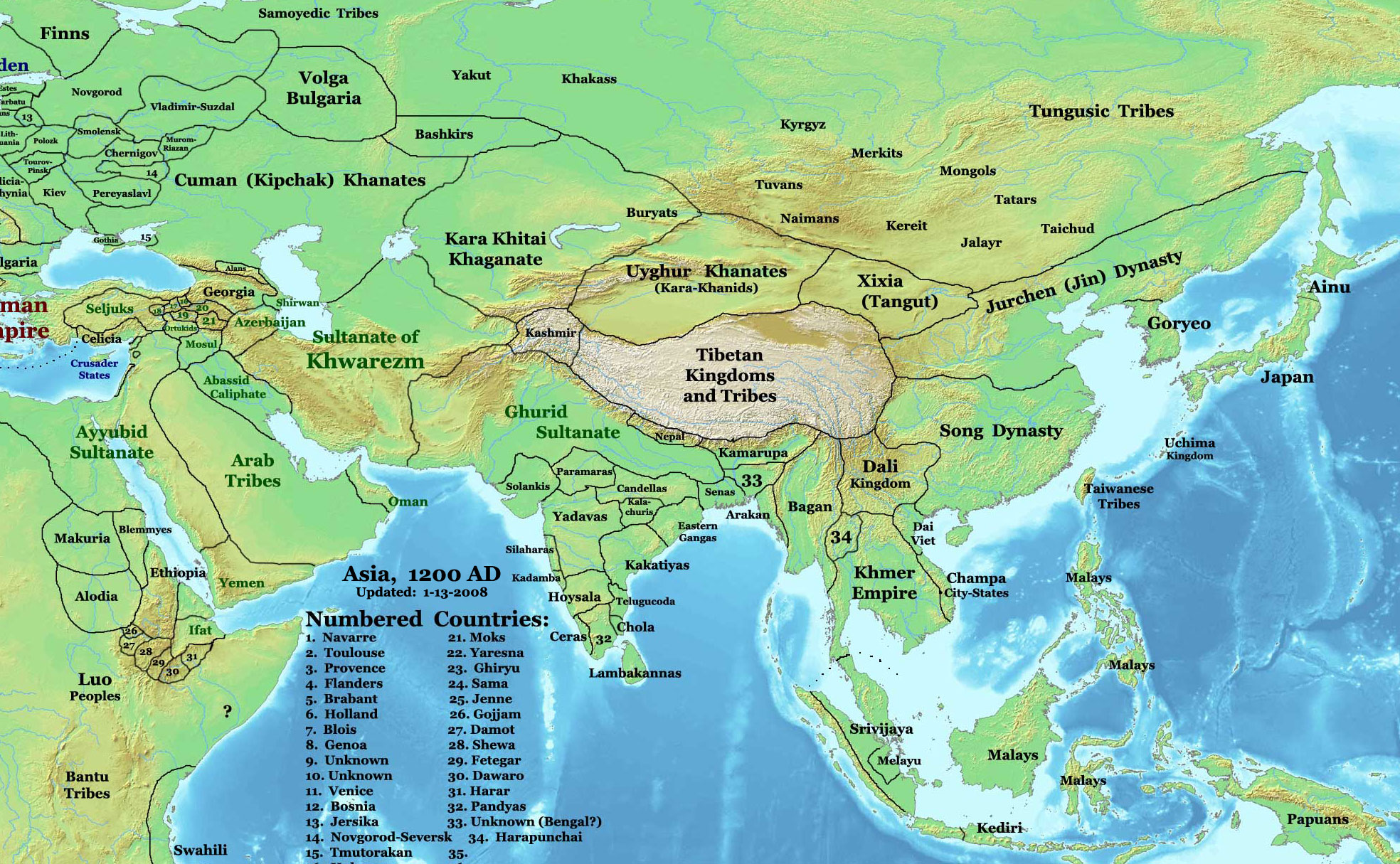
Ханат каракиданів — Західна Ляо в 1200 році.

Кида́ні (китаї) (кит. трад. 契丹, піньїнь: qìdān, акад. цідань) — кочові племена, що населяли територію від Маньчжурії до Середньої Азії в 4 — 13 століттях.
В 10 столітті кидані були засновниками імперії Ляо, знищеної у 12 столітті китайцями і чжурчженями. Залишки киданів втекли до Середньої Азії, де заснували державу Західна Ляо і були відомі під іменем кара-киданів.
Кидані розмовляли мовою близькою до мов народів Манчжурії — когурьо і пуйо. Їх відносять до монгольської мовної групи. В китайській історіографії киданів інколи відносять до тунгусів чи тюрків.
Від етноніму киданів походить сучасний топонім Китай в українській та інших мовах.

## Короткі відомості

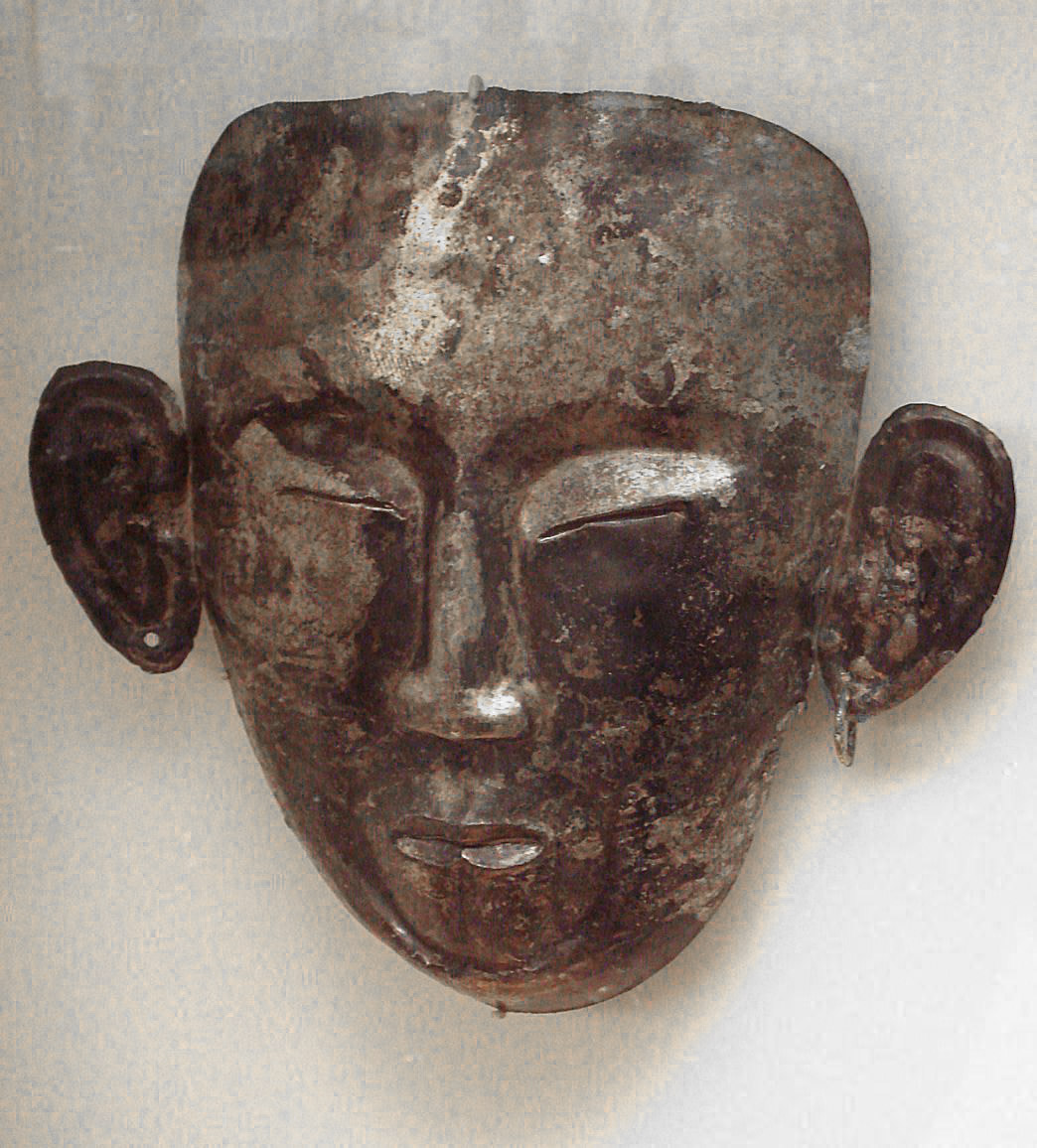
Киданська поховальна маска

Кидані походять з району північно-східних провінцій Ляонін і Цзілінь сучасного КНР. Звідти вони перебралися до Монголії і змішалися з місцевим населенням. Кидані відомі приблизно з 4 століття як племена, що платили данину правителю держави Вей.
На початку 10 століття під впливом сусідньої китайської держави посилилися консолідація киданів. У 907 році один з киданських вождів проголосив себе імператором киданів, підпорядкувавши собі декілька сусідніх племен. У 926 він розширив територію за рахунок сусідньої держави Бохай, розташованої на півдні Примор'я, південному сході Маньчжурії і північному схід Кореї.
Держава киданів, що існувала до 1125 року, називалася Великою Ляо в 947 році, Великою державою киданів у 983 році, і знову Великою Ляо в 1066 році.
Активно зміцнюючись на північних рубежах Китаю, кидані завоювали частину його територій (частина сучасних провінцій Хебей і Шаньсі). Їхня держава, що протягнулася від Японського моря до Східного Туркестану, була наймогутнішою державою Східної Азії. Основи управління в державі Ляо були створені китайцями й корейцями. На основі китайських ієрогліфів і з китайських елементів письма була створена писемність, розвивалися міста, ремесла, торгівля.
Не зумівши впоратися з сусідами і повернути втрачені території, Сунська імперія була змушена піти на підписання мирного договору 1004 року і погодитися на виплату данини. У 1042 році данина була збільшена, а до 1075 року Китай віддав киданям ще частину своєї території.
З кінця 11 століття держава Ляо прийшла в занепад, а в 1125 році її знищили чжурчжені. Частина киданьської знаті — каракидані, або каракитаї — втекли до Середньої Азії, де в районі річок Талас і Чу заснували нову державу — Західна Ляо (1124—1211).
Від назви киданів походить найменування Китаю.
Сучасні дослідники не змогли з повною упевненістю встановити які-небудь етнічні групи, що є прямими нащадками киданів, ні на північному сході Китаю, ані в Туркестані, де вони, ймовірно, асимілювалися з місцевим тюрко- та іраномовним населенням.
Письмові пам'ятники киданьською мовою практично не розшифровані, тому важко визначити подробиці міграцій цього народу.
Проте з історії киданів є чимало китайських джерел. Перша ґрунтовна інформація про киданів міститься в хроніці «Бейвейшу» (кит.: 北魏书, «Історія династії Північна Вей»).